# Archibald McNeill
Archibald McNeill (* im Moore County, North Carolina; † 1849 in Arizona) war ein US-amerikanischer Politiker. Zwischen 1821 und 1823 sowie nochmals von 1825 bis 1827 vertrat er den Bundesstaat North Carolina im US-Repräsentantenhaus.

## Werdegang
Das Geburtsdatum von Archibald McNeill ist unbekannt; auch über seine frühen Jahre geben die Quellen keinen Aufschluss. Ab 1808 war er in North Carolina politisch aktiv. In den Jahren 1808 und 1809 saß er als Abgeordneter im Repräsentantenhaus von North Carolina. Zwischen 1811 und 1813 sowie nochmals von 1820 bis 1821 saß er im Staatssenat. Dabei war McNeill Mitglied der Föderalistischen Partei. Bei den Kongresswahlen des Jahres 1820 wurde er im siebten Wahlbezirk von North Carolina in das US-Repräsentantenhaus in Washington, D.C. gewählt, wo er am 4. März 1821 die Nachfolge von John Culpepper antrat, der zwei Jahre später wieder sein Nachfolger im Kongress werden sollte.
Nach der Auflösung der Föderalisten schloss sich McNeill der Demokratisch-Republikanischen Partei an, in der er zur Fraktion um den späteren Präsidenten Andrew Jackson gehörte. Bei den Wahlen des Jahres 1824 wurde McNeill erneut im siebten Distrikt seines Staates in den Kongress gewählt, wo er am 4. März 1825 Culpepper wieder ablöste. Bis zum 3. März 1827 konnte er eine weitere Amtszeit im US-Repräsentantenhaus verbringen, die von den Spannungen zwischen den Anhängern und Gegnern von Andrew Jackson geprägt war. Im Jahr 1827 wurde er erneut von John Culpepper aus seinem Amt verdrängt.
Nach seinem Ausscheiden aus dem Kongress zog sich Archibald McNeill aus der Politik zurück. Im Jahr 1836 ließ er sich in der gerade von Mexiko unabhängig gewordenen Republik Texas nieder. Im Zusammenhang mit dem Goldrausch in Kalifornien er im Jahr 1849 zum Anführer einer Gruppe von etwa 100 Personen gewählt, die sich von Texas auf den Weg nach Kalifornien machte. Die Gruppe geriet in der Wüste von Arizona in einen Sandsturm, bei dem McNeill und die meisten seiner Leute ums Leben kamen.